# Neulingen (Arendsee)
Neulingen ist eine Ortschaft und ein Ortsteil der Stadt Arendsee (Altmark) im Altmarkkreis Salzwedel in Sachsen-Anhalt.

## Geographie
Neulingen, ein nach Süden erweitertes Straßendorf mit Kirche, liegt fünf Kilometer südöstlich von Arendsee (Altmark) und etwa 20 Kilometer südwestlich von Wittenberge und der brandenburgischen Landesgrenze entfernt.
Im Westen der Gemarkung liegt das mit Kiefern kultivierte Waldgebiet Neulinger Holz mit dem 50 Meter hohen Papenberg. Östlich von Neulingen liegen Wiesen und Weiden sowie der etwa 38 Meter hohe Steinberg. Die Gemarkung ist von zahlreichen moorähnlichen Feuchtstellen durchsetzt sowie Standort einer natürlichen Wasserquelle. Die Gräben werden zum östlich liegenden Landgraben Neulingen entwässert.

## Geschichte

### Mittelalter bis 20. Jahrhundert
Neulingen wird urkundlich erstmals am 5. Juli 1271 als villa Neylinghe erwähnt, als die Markgrafen Otto und Albert dem Kloster Arendsee eine Hebung aus Neulingen überließen. Im Landbuch der Mark Brandenburg von 1375 wird der Ort als Nyelinghe in Besitz des Klosters Arendsee aufgeführt. Einkünfte und Besitz hatten auch die von Jagow, die von Bodendiek hatten ebenfalls Einkünfte.
Weitere Nennungen sind 1541 Neiling, 1687 Neilingen und 1804 Neulingen, ein Dorf mit 6 Freihöfen, Krug und Windmühle. 1842 gab es zwei Windmühlen. Eine stand noch am Anfang den 20. Jahrhunderts im Südosten des Dorfes am Weg nach Gagel.

### Archäologie
Im September 1719 wurde auf einem Neulinger Feld bei einem Megathligrab eine mehrteilige kupferne Urne gefunden, die von Johann Georg Keyßler erstmals beschrieben und gezeichnet wurde. Beckmann fertigte 1751 eine verbesserte Zeichnung. Der Fund ist heute bekannt als das Bronzebecken von Neulingen.
Um 1780 wurde in Neulingen eine Urne gefunden, die sich 1838 in der Sammlung des Königlichen Museums zu Berlin befand.

### Eingemeindungen
Bis 1807 gehörte das Dorf zum Arendseeischen Kreis der Mark Brandenburg in der Altmark. Danach lag es ab 1807 bis 1813 im Kanton Arendsee auf dem Territorium des napoleonischen Königreichs Westphalen. Ab 1816 gehört die Gemeinde zum Kreis Osterburg, dem späteren Landkreis Osterburg in der preußischen Provinz Sachsen.
Am 25. Juli 1950 wurde die Gemeinde Neulingen in den Kreis Seehausen und einige Jahre später am 2. Juli 1965 in den Kreis Osterburg umgegliedert.
Durch einen Gebietsänderungsvertrag beschloss der Gemeinderat der Gemeinde Neulingen am 2. Juni 2009, dass die Gemeinde Neulingen in die Stadt Arendsee (Altmark) eingemeindet wird. Dieser Vertrag wurde vom Landkreis als unterer Kommunalaufsichtsbehörde genehmigt und trat am 1. Januar 2010 in Kraft.
Nach Eingemeindung der bisher selbstständigen Gemeinde Neulingen wurde Neulingen Ortsteil der Stadt Arendsee (Altmark). Für die eingemeindete Gemeinde wurde die Ortschaftsverfassung nach den §§ 86 ff. Gemeindeordnung Sachsen-Anhalt eingeführt. Die eingemeindete Gemeinde Neulingen und künftige Ortsteil Neulingen wurde zur Ortschaft der aufnehmenden Stadt Arendsee (Altmark). In der eingemeindeten Gemeinde und nunmehrigen Ortschaft Neulingen wurde ein Ortschaftsrat mit fünf Mitgliedern einschließlich Ortsbürgermeister gebildet.

### Einwohnerentwicklung

#### Gemeinde
| Jahr | Einwohner |
| ---- | --------- |
| 1734 | 105       |
| 1779 | 107       |
| 1789 | 103       |
| 1798 | 124       |
| 1801 | 119       |
| 1818 | 150       |
| 1840 | 154       |
| 1864 | 170       |
| 1871 | 186       |
| 1885 | 173       |
| 1892 | [00]171   |

| Jahr | Einwohner |
| ---- | --------- |
| 1895 | 164       |
| 1900 | [00]167   |
| 1905 | 176       |
| 1910 | [00]170   |
| 1925 | 147       |
| 1939 | 144       |
| 1946 | 257       |
| 1964 | 190       |
| 1971 | 173       |
| 1981 | 130       |
| 1985 | [00]125   |

| Jahr | Einwohner |
| ---- | --------- |
| 1990 | [00]113   |
| 1993 | 122       |
| 1995 | [00]128   |
| 1998 | [00]117   |
| 2000 | [00]112   |
| 2003 | [00]098   |
| 2005 | [00]086   |
| 2006 | [00]086   |
| 2007 | [00]079   |
| 2008 | [00]077   |
| 2009 | [00]071   |

Quelle, wenn nicht angegeben, bis 1993

#### Ortsteil
| Jahr | Einwohner |
| ---- | --------- |
| 2011 | 71        |
| 2012 | 70        |
| 2013 | 72        |
| 2014 | 73        |
| 2015 | 72        |
| 2016 | 72        |

| Jahr | Einwohner |
| ---- | --------- |
| 2017 | 64        |
| 2020 | [00]63    |
| 2021 | [00]70    |
| 2022 | [0]71     |
| 2023 | [0]66     |

Quelle, wenn nicht angegeben, 2011–2017

## Religion
Die evangelische Kirchengemeinde Neulingen, die früher zur Pfarrei Neulingen bei Leppin (Altmark) gehörte, wird heute betreut vom Pfarrbereich Arendsee im Kirchenkreis Stendal im Bischofssprengel Magdeburg der Evangelischen Kirche in Mitteldeutschland.
Die ältesten überlieferten Kirchenbücher für Neulingen stammen aus dem Jahre 1685.
Die katholischen Christen gehören zur Pfarrei St. Laurentius in Salzwedel im Dekanat Stendal im Bistum Magdeburg.

## Politik

### Ortsbürgermeister
Axel Tiemann ist Ortsbürgermeister der Ortschaft Neulingen. Die letzte Bürgermeisterin der Gemeinde war Helga Lechler.

### Ortschaftsrat
Bei Ortschaftsratswahl am 9. Juni 2024 errang die Wählergemeinschaft Freiwillige Feuerwehr Neulingen alle 5 Sitze.
Gewählt wurden eine Frau und 4 Männer. Die Wahlbeteiligung betrug 69,09 Prozent.

## Kultur und Sehenswürdigkeiten

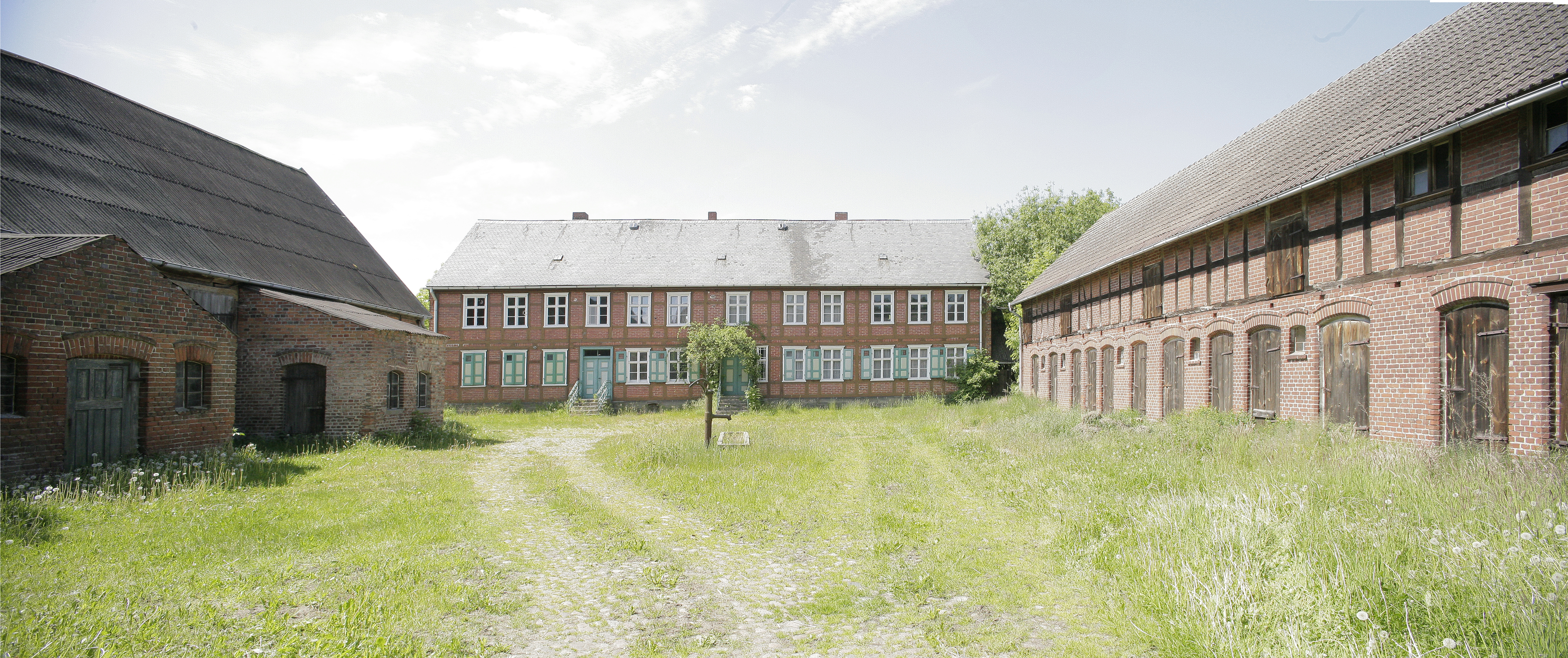
Typischer Vierseitenhof

- Die Ortslage ist durch die in der Region verbreiteten großen Vierseiten-Fachwerkhöfe geprägt.

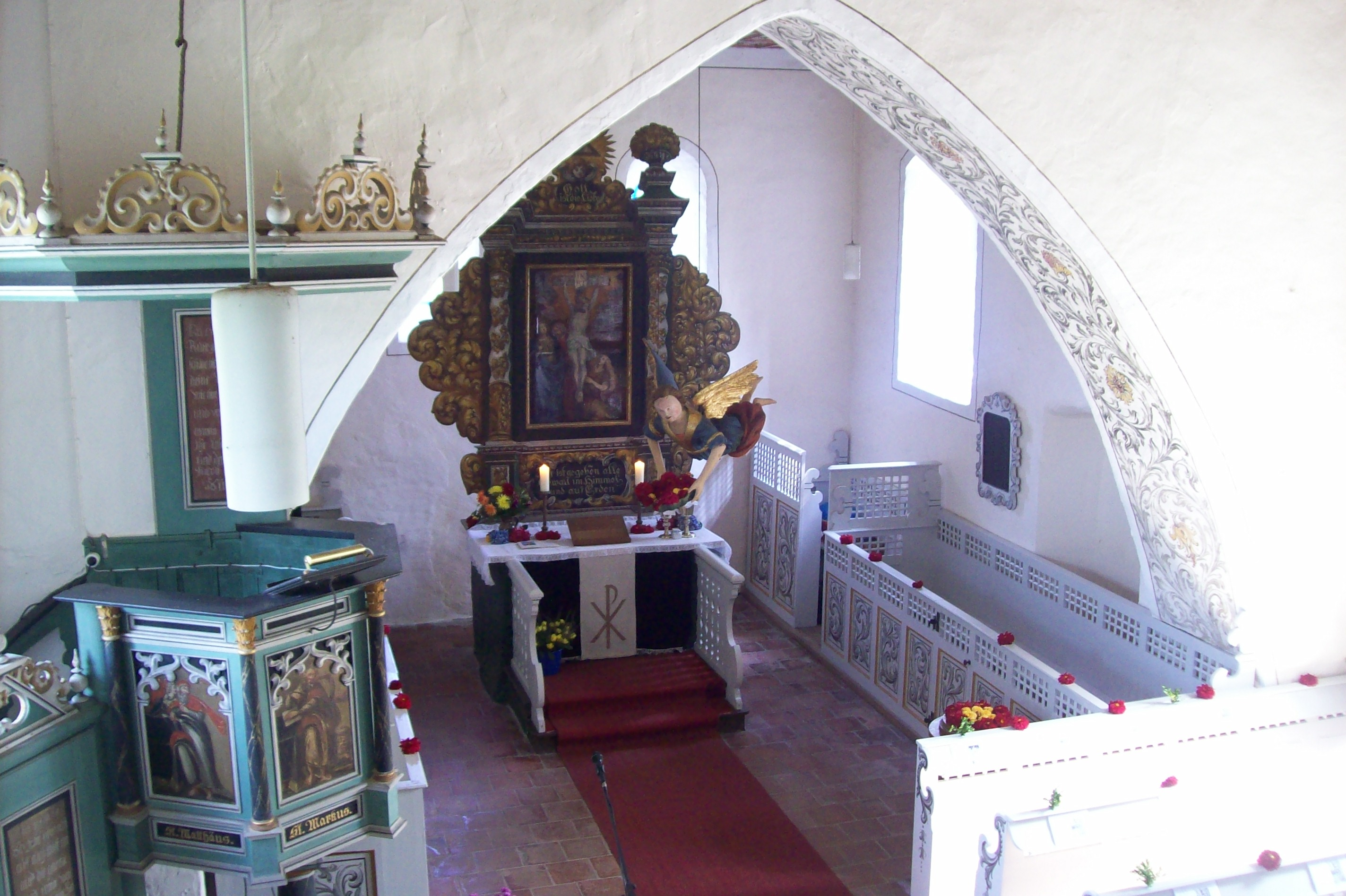
Innenansicht des Kirchenschiffs

- Die evangelische Dorfkirche St. Marien Neulingen, ein um das Jahr 1200 entstandener Feldsteinbau, weist als Besonderheit einen schwebenden Engel auf. 1912 brannte die Neulinger Kirche und wurde stark beschädigt, besonders im Turm. Das Feuer entstand durch eine zurückgelassene brennende Kerze nach dem Läuten der Glocken. 1998 bekam die Kirche eine neue Spitze, später dann auch ein neues Dach. In der Kirche gibt es seit 1914 eine Rühlmann-Orgel, die dank des Vereins „De Dörpstroat – Verein zur Erhaltung dörflichen Kulturguts“ und Spenden aus der Kirche im Mai 2011 restauriert wurde. Marienkirche frontal

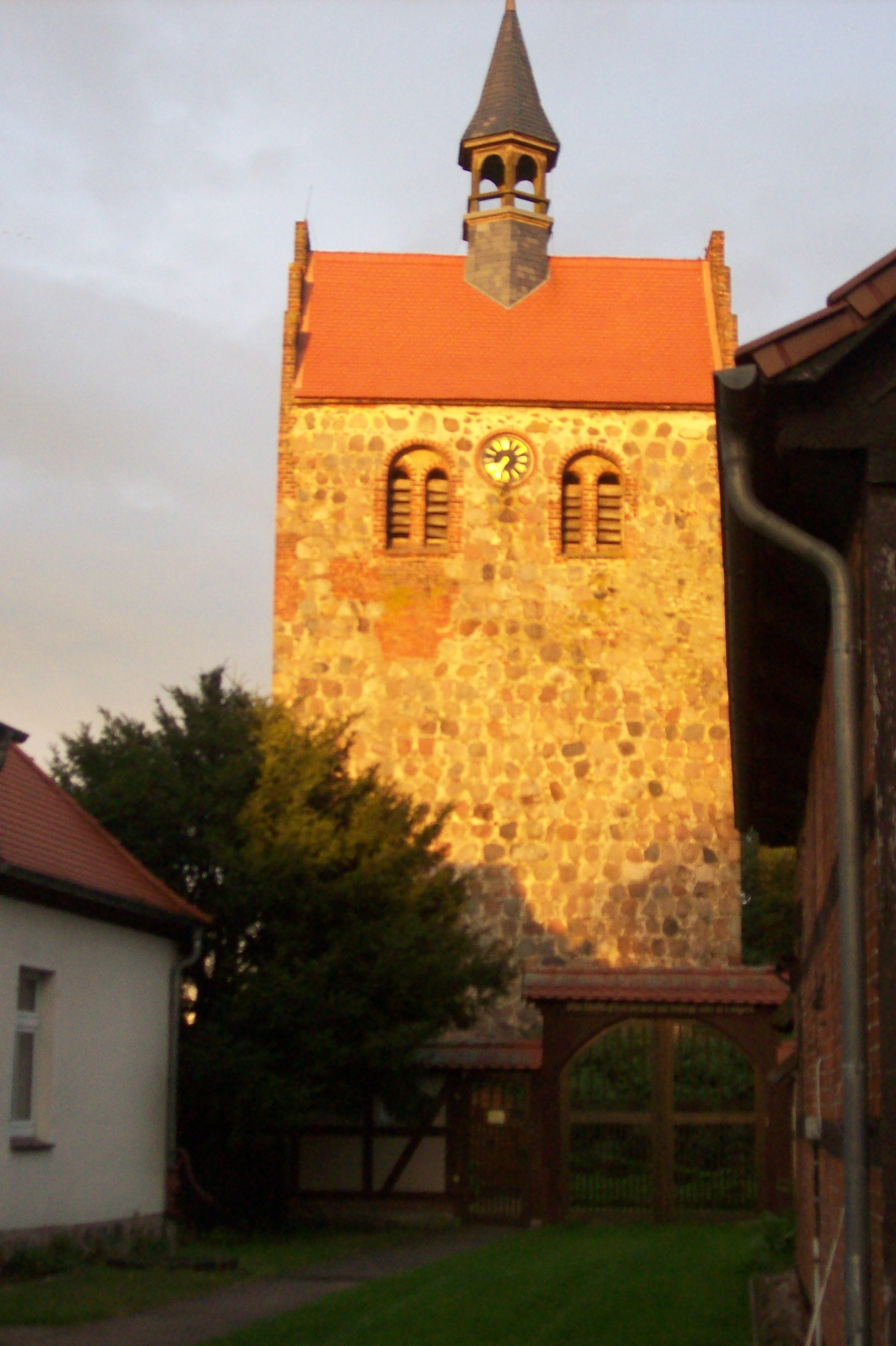
Marienkirche frontal

- Eine weitere Sehenswürdigkeit in Neulingen sind die natürlichen Wetterstationen, sogenannte „Totenleber“. Einige Tage bevor es regnet, werden sie feucht. Aus einer solchen „Totenleber“ entstand ein Teich, von den Einwohnern „Karpfenteich“ genannt.

## Verein „De Dörpstroat e.V.“
Die Idee, die Vierseitenhöfe und anderes Kulturgut, hauptsächlich aus der Landwirtschaft, zu erhalten, begann 2005. Im Februar 2006 konkretisierten sich die Ideen und man suchte nach einem Namen. „De Dörpstroat“ ist Altmärker-Platt und heißt: Die Dorfstraße. Dahinter verbirgt sich die Idee, dass in Neulingen, einem Dorf, das nur eine Straße besitzt, sich das Dorfleben auf dieser Straße abspielt. Der Zusatz „Verein zur Erhaltung dörflichen Kulturguts“ erklärt die Ziele des Vereins. Hauptveranstaltung des Vereins und somit auch des ganzen Dorfes ist der jährliche „Kartoffeltag“. Dort wird an einem Samstag im August gezeigt, wie Kartoffeln früher und heute geerntet werden (das heißt sowohl mit Pferden als auch mit großen Traktoren).

## Verkehr
Zwei Kilometer nördlich von Neulingen verläuft die Bundesstraße 190 (Salzwedel–Seehausen (Altmark)).